# Tijmen Graat
Tijmen Graat (Maashees, 10 januari 2003) is een Nederlandse wielrenner, die sinds 2025 deel uitmaakt van het Team Visma-Lease a Bike. 

## Carrière
In maart 2023 won Graat de Istrian Spring Trophy, een rittenkoers in Kroatië. Ook won hij dat jaar de Gran Premio Palio del Recioto.
Graat heeft een contract tot en met 2024 bij de opleidingsploeg van Jumbo-Visma en gaat vanaf 2025 rijden bij de hoofdmacht van Team Jumbo-Visma.
In de Ronde van de Toekomst van 2024 eindigde hij in vier van de zeven etappes in de top tien. Zijn goede klasseringen zorgde ervoor dat Graat derde werd in het eindklassement en het bergklassement op zijn naam schreef.

## Resultaten in voornaamste wedstrijden
|      | \| Jaar \| Luik-Bast.‑Luik \| Strade Bianche \| Waalse Pijl \| Clásica San Sebastián \| \| ---- \| --------------- \| -------------- \| ----------- \| --------------------- \| \| 2025 \| 113e \| 90e \| 94e \| 36e \| |                |             |                       |
| Jaar | Luik-Bast.‑Luik | Strade Bianche | Waalse Pijl | Clásica San Sebastián |
| 2025 | 113e | 90e            | 94e         | 36e                   |

## Ploegen
- 2022 –  Jumbo-Visma Development Team
- 2023 –  Jumbo-Visma Development Team
- 2024 –  Jumbo-Visma Development Team
- 2025 –  Team Visma-Lease a Bike